# Micronectidae
Famille
Synonymes
- famille Micronectidae Jaczewski, 1924[2]
- sous-famille Micronectinae Jaczewski, 1924 (préféré par BioLib)[2]
- sous-famille Synaptogobiinae Nieser & P. Chen, 2006[2]
- tribu Micronectini Jaczewski, 1924[2]

Les Micronectidae sont une famille d'insectes hétéroptères (punaises). Ce sont des petits insectes aquatiques des eaux stagnantes et saumâtres présent sur l'ensemble du globe à l'exception de l'Antarctique dont les mâles sont capables de striduler.

## Description
Les Micronectidae ont de très petites antennes implantées sous la tête, invisibles en vue dorsale. Leur rostre est court triangulaire, fusionné avec la tête, et sans segmentation apparente. L'abdomen des mâles est modifié et asymétrique. Les Micronectidae se distinguent des autres Corixoidea par leur petite taille (entre 0,8 et 5 mm), des antennes à seulement trois articles (un seul chez les Synaptogobiinae,), l'absence d'ocelles, et le fait que leur scutellum est visible, non recouvert par leur pronotum.

## Répartition
La sous-famille des Micronectinae est cosmopolite, à l'exception de l'Antarctique, avec la plus grande diversité dans les zones tropicales et subtropicales. Elles sont absentes de Nouvelle-Calédonie et des îles adjacentes. Elles sont naturellement absentes de Nouvelle-Zélande, mais une espèce y a été introduite accidentellement avec des plantes d'aquarium. La sous-famille des Synaptogobiinae est restreinte à l'Amérique du Sud.

## Habitat
La plupart des espèces habitent les eaux stagnantes, notamment le fond des étangs et lacs peu profonds, ou dans la végétation des bords des cours d'eau. La majorité vivent en eau douce, mais certaines espèces sont adaptées aux eaux saumâtres. Comme elles volent bien, elles peuvent également occuper des plans d'eau temporaires: flaques dans des ornières de chemin, rizières, drains ou aquariums d'extérieur. Elles semblent préférer les fonds sablonneux ou argileux avec peu ou pas de débris de plantes.

## Biologie
On connaît encore mal leur biologie et leur alimentation.
Les Micronectidae sont capables de striduler. Les mâles frottent leur pénis contre l'abdomen pour attirer les femelles. Ils peuvent se synchroniser et former des chœurs. La puissance de cette stridulation est considérable: chez Micronecta scholtzi, elle atteint en moyenne 79 dB à un mètre de distance, avec des pics à 100 dB, soit la puissance d'un orchestre puissant lorsqu'on est assis au premier rang des spectateurs! Le son peut être entendu par les humains depuis la rive d'une mare. En rapportant cette puissance à la taille de l'insecte, d'environ 2,3 mm, Micronecta scholtzi dépasse de loin les productions sonores de tous les animaux connus, y compris les éléphants et les baleines. On comprend mal encore le phénomène, sachant que le mécanisme d'émission ne dépasse pas 50 μm,,.

## Systématique
Les Micronectidae sont classés dans l'infra-ordre des Nepomorpha et la super-famille des Corixoidea.
Elles ont été considérées d'abord comme une sous-famille des Corixidae, mais à partir des travaux de Nieser & Chen 1999, de nombreux auteurs ont estimés qu'il fallait lui donner le rang de famille à part entière. Selon les découvertes de fossiles, les Micronectidae auraient divergé vers 182 à 153 millions d'années.

### Arbre phylogénétique des Corixoidea
- Corixoidea
  - Diaprepocoridae
  - 
    - Micronectidae
    - Corixidae

### Liste des sous-familles et des genres
Selon ITIS (10 avril 2022) et BioLib (10 avril 2022), les Micronectidae comptent deux sous-familles, sept genres et 228 espèces, dont 2 seulement dans la sous-famille des Synaptogobiinae:
- sous-famille Micronectinae Jaczewski, 1924
  - genre Austronecta Tinerella, 2013
  - genre Micronecta Kirkaldy, 1897
  - genre Monogobia Nieser & P. Chen, 2006
  - genre Papuanecta Tinerella, 2008
  - genre Synaptonecta Lundblad, 1934
  - genre Tenagobia Bergroth, 1899
  - un genre fossile †Acromocoris Bode, 1953, deux espèces du Toarcien (Jurassique inférieur)[12].
- sous-famille Synaptogobiinae Nieser & P. Chen, 2006
  - genre Synaptogobia Nieser & P. Chen, 2006

### Espèces présentes en Europe
Selon Fauna Europaea, un seul genre, Micronecta, est présent en Europe, avec huit espèces: 
- 3 espèces dans la majeure partie de l'Europe: M. scholzi, M. griseola, et M. poweri
- 2 espèces dans la zone méditerranéenne: M. minuscula (Espagne à Italie), M. leucocephala (Baléares, Corse, Sardaigne).
- 3 espèces dans les Balkans et/ou l'est de l'Europe: M. pusilla, M. carpatica, M. minutissima.